# Bohuslavice nad Vláří
Bohuslavice nad Vláří é uma comuna checa localizada na região de Zlín, distrito de Zlín.